# Tanc Trubia A4
El tanc Trubia A4 va ser el primer tanc lleuger de disseny i producció espanyola, derivat del Renault FT. Aquest tanc va participar en algunes operacions bèl·liques al començar la Guerra Civil Espanyola, encara que sense gaire fama.

## Desenvolupament i producció
Després de la Guerra del Rif i les seves experiències en guerra amb vehicles blindats, l'exèrcit espanyol va decidir finançar el disseny d'un nou tanc lleuger de producció nacional. El vehicle en què es van inspirar era el Renault FT-17, el vehicle més números en l'exèrcit espanyol en aquells moments, i un dels més utilitzats en tot el món. El programa estava dirigit pel capità d'artilleria Carles Ruiz de Toledo, que havia comandat una bateria de tancs d'assalt Schneider CA1. El primer prototip va començar el seu desenvolupament en 1925. Produït en la fàbrica d'Artilleria Trubia, en Astúries, el tanc estava impulsat per un motor de quatre cilindres 40/50 Hispano-Suiza, el mateix que utilitzaven els carros de l'exèrcit espanyol des de 1915.
Ja que l'opinió de l'exèrcit espanyol sobre els Renault FT-17 no era gaire bona, per culpa de falta de potència de foc, El tanc Trubia incorporava un tipus de torreta especial. La torreta estava dissenyada en dues meitats articulades, les quals podien operar independentment, cadascuna armada amb una metralladora. Teòricament, si una metralladora tenia una mal funció, encara tenien un altre per a defensar el carro. Endemés, el casc del vehicle disposava de troneres, que permetien a la tripulació de l'interior dispara des de l'interior del vehicle. Aquest prototip va ser sotmès a una sèrie de proves, i el seu èxit va fer que es continués el disseny d'aquell tanc, i va donar com a resultat un millor model del tanc Trubia, conegut com a Modelo Trubia 75HP, tipo rápido, serie A.
Durant el seu viatge per Europa buscant millores per al disseny del seu tanc, el capità Ruiz, va trobar un nou tipus de tracció en Alemanya. Dissenyat perquè les cadenes no descarrilessin del vehicle, el nou disseny substituïa el rodatge tradicional per un sistema que es mantenia junt gràcies a una paret metàl·lica lateral, amb un sistema de rodament suspès. Endemés d'aquest nou sistema de tracció, el Trubia va desenvolupar una nova velocitat, de com a mínim 30 km/h, i un distància operativa superior a la del Renault FT-17. Per refrigerar el motor i la tripulació, es va instal·lar un dispensador d'aire comprimit dins del cos del tanc. Això va resoldre els problemes relacionats amb la claustrofòbia i la entrada de gasos procedents del motor instal·lat en el FT-17, aconseguint que la cabina fos molt més ergonòmica. Els 50 CV originals (37 kW) van ser augmentats fins a 75 CV (56 kW), gràcies a un motor Daimler de quatre cilindres. La transmissió tenia quatre marxes endavant i quatre cap enrere. El nou tanc va resultar satisfactori, i fins i tot, millorava els FT-17 en alguns punts, i es va ordenar la producció de quatre prototips.
El primer prototip va ser fabricat en 1926. Van ser ordenats un total de 4 prototips, però la seva producció va ser lenta, i en 1928, només havien acabat un prototip, els altres tres estaven desarmats encara. El vehicle finalitzat, va ser anomenat ‘’Trubia A4’’, i van ser enviats a la Escola Central de Tir de Carabanchel, on van ser sotmesos a una sèrie de proves. En 1931, el segon prototip va ser completat, i els dos últims van ser acabats en 1934. El prototip original va ser retornat a la fàbrica en 1935, per integrar una sèrie de modernitzacions i reparar qualsevol mena de dany sofert per les proves. Els altres 3 vehicles van ser enviats al Regiment d'Infanteria Milà número 32, en Oviedo, on van continuar les proves.

## En combat
Després de l'inici de la Guerra Civil Espanyola, en juny de 1936, els tres prototips de Trubia A4 del Regiment d'Infanteria “Milan”, van quedar en mans de les forces nacionals, però el quart prototip, que havia sigut enviat a la fàbrica de Trubia (ja que era el primer de la sèrie d'aquests tancs, i estava en la fàbrica modernitzant-se i posant-se a punt) va quedar sota les mans dels treballadores de la fàbrica, i va ser posat en servei per al bàndol republicà. Aquest tanc es va perdre durant el Setge d'Oviedo en 1936, durant l'assalt republicà en el 10 de setembre. Al final de la guerra les unitats supervivents es van posar fora de servei.